# إنغريد شميت
إنغريد شميت (بالألمانية: Ingrid Schmidt)‏ (و. 1955  م) هي قاضية، ومحامية ألمانية، ولدت في بيورشتات.

## التعليم
تعلمت في جامعة غوته في فرانكفورت.

## روابط خارجية
- إنغريد شميت على موقع مونزينجر (الألمانية)